# Bilan saison par saison du Gap Hockey Club
Cette page retrace l'historique des saisons du Gap Hockey Club depuis 1976, bien que le club fut créé en 1937.

## Résultats en championnat de France
Note: PJ : parties jouées, V : victoires, VP : victoires en prolongation, D : défaites, N : matchs nuls, DP : défaites en prolongation, BP : buts pour, BC : buts contre, Diff : Différence de buts
| Saison    | Division     | PJ | V  | VP | N | DP | D  | BP  | BC  | Diff. | Class. division | Séries éliminatoires |
| --------- | ------------ | -- | -- | -- | - | -- | -- | --- | --- | ----- | --------------- | --- |
| 2011-2012 | Ligue Magnus | 26 | 6  | 3  | - | 3  | 14 | 79  | 89  | -20   | 11e             | Hockey Club Morzine-Avoriaz 3-2 (Premier tour) Chamonix Hockey Club 1-3 (Quart de finale)                                           |
| 2010-2011 | Ligue Magnus | 26 | 14 | 3  | - | 3  | 6  | 101 | 82  | +19   | 3e              | Étoile Noire de Strasbourg 2-3 (quart de finale)                                                                                    |
| 2009-2010 | Ligue Magnus | 26 | 9  | 1  | - | 1  | 15 | 73  | 93  | -20   | 11e             | Hockey Club Morzine-Avoriaz 2-0 (huitième de finale)                                                                                |
| 2008-2009 | Division 1   | 26 | 23 | -  | 2 | -  | 1  | 167 | 59  | +108  | 1er             | Aigles de Nice (quart-finale) Castors d'Avignon (demi-finale) Caen (finale) Gap est Champion de France de Division 1                |
| 2007-2008 | Division 1   | 26 | 24 | -  | 1 | -  | 1  | 142 | 60  | +82   | 1er             | Boxers de Bordeaux (demi-finale) Hockey Club Neuilly-sur-Marne (finale)                                                             |
| 2006-2007 | Division 1   | 28 | 17 | -  | 4 | -  | 7  | 143 | 99  | +44   | 2e              | Ducs de Dijon (barrage de montée/relégation)                                                                                        |
| 2005-2006 | Ligue Magnus | 26 | 2  | 0  | 0 | 3  | 21 | 55  | 150 | -55   | 14e             | Chamois de Chamonix 3-2 (barrage de relégation)                                                                                     |
| 2004-2005 | Ligue Magnus | 28 | 5  | 1  | 2 | 2  | 18 | 57  | 112 | -55   | 12e             | 3e/4 de la poule nationale |
| 2003-2004 | Super 16     | 26 | 6  | -  | 1 | 2  | 17 | 59  | 121 | -62   | ?e              | 5e de la poule nationale (poule de maintien)                                                                                        |
| 2002-2003 | Super 16     | 22 | 5  | 0  | 0 | 0  | 17 | 54  | 121 | -67   | 14e             | Non qualifié en séries éliminatoires L’équipe est reléguée en Division 1                                                            |
| 2001-2002 | Division 1   | 26 | 6  | -  | 5 | -  | 15 | 64  | 114 | -50   | 13e             | Asnières Hockey Club - Gap est maintenu en Division 1 dans ce barrage promotion/relégation                                          |
| 2000-2001 | Division 1   | 24 | 6  | -  | 4 | -  | 14 | 85  | 113 | -28   | ?e              | 4e de la poule de maintien |
| 1999-2000 | Division 1   | 28 | 14 | -  | 1 | -  | 13 | 104 | 78  | +26   | 7e              | 4e de la poule de maintien |
| 1998-1999 | Nationale 1  | 26 | 8  | -  | 3 | -  | 15 | 86  | 128 | -42   | ?e              | 3e/7 de la première phase (poule sud) 8e/8 de la poule finale                                                                       |
| 1997-1998 | Nationale 1  | 26 | 13 | -  | 3 | -  | 10 | 101 | 98  | +3    | ?e              | 2e/7 de la première phase (poule sud) 5e/8 de la poule finale                                                                       |
| 1996-1997 | Nationale 1A | 38 | 11 | -  | 4 | -  | 23 | 161 | 198 | -37   | 11e             | Gap est reléguée en Division 1 |
| 1995-1996 | Division 1   | 28 | 18 | -  | 6 | -  | 4  | 145 | 86  | +59   | 1er             | 1er en poule de classement 1er de la poule finale Gap est Champion de France de Division 1                                          |
| 1994-1995 | Division 1   | 28 | 14 | -  | 5 | -  | 9  | 120 | 97  | +23   | 2e              | 3e/8 de la poule finale |
| 1993-1994 | Nationale 1  | 26 | 4  | -  | 0 | -  | 22 | 86  | 208 | -122  | 8e              | 2e/4 de la première phase 8e/8 de la poule de qualification 4e/4 de la poule pour la cinquième place                                |
| 1992-1993 | Nationale 1  | 24 | 9  | -  | 1 | -  | 14 | 87  | 141 | -54   | 10e             | 3e/8 de la première phase (poule sud) 8e/8 de la seconde phase                                                                      |
| 1991-1992 | Nationale 1  | 30 | 10 | -  | 2 | -  | 18 | 175 | 219 | -44   | 9e              | 2e/5 de la première phase (groupe B) 9e/12 de la phase finale                                                                       |
| 1990-1991 | Division 1   | 28 | 9  | -  | 2 | -  | 17 | 140 | 180 | -40   | ?e              | 10e/12 en phase régulière 2e/4 en poule de maintien                                                                                 |
| 1989-1990 | Division 1   | 24 | 6  | -  | 3 | -  | 15 | 95  | 138 | -43   | 9e              | 10e/12 en phase régulière 3e/4 en poule de maintien                                                                                 |
| 1988-1989 | Nationale 1A | 30 | 8  | -  | 6 | -  | 16 | 133 | 176 | -43   | 4e              | 10e/10 en phase régulière 3e/4 en poule de maintien Bien que sauvé sportivement, le club décide de descendre en division inférieure |
| 1987-1988 | Nationale 1A | 28 | 13 | -  | 3 | -  | 12 | 117 | 120 | -3    | 3e              | Briançon (demi-finale) Villard-de-Lans (match pour la troisième place)                                                              |
| 1986-1987 | Nationale 1A | 36 | 21 | -  | 6 | -  | 9  | 223 | 143 | +80   | 3e              | Formule de saison sans séries éliminatoires                                                                                         |
| 1985-1986 | Nationale 1A | 32 | 12 | -  | 5 | -  | 15 | 43  | 73  | -30   | 6e              | Formule de saison sans séries éliminatoires                                                                                         |
| 1984-1985 | Nationale A  | 32 | 20 | -  | 4 | -  | 8  | 211 | 154 | +57   | 3e              | 2e/12 de la première phase 3e de la poule finale                                                                                    |
| 1983-1984 | Nationale A  | 36 | 25 | -  | 3 | -  | 8  | 287 | 169 | +118  | 2e              | 1er/12 de la première phase 2e/8 de la poule finale                                                                                 |
| 1982-1983 | Nationale A  | 36 | 14 | -  | 6 | -  | 16 | 69  | 115 | -46   | 7e              | 4e/12 de la première phase 7e/8 de la poule finale                                                                                  |
| 1981-1982 | Nationale A  | 32 | 13 | -  | 4 | -  | 15 | 146 | 172 | -26   | 5e              | 5e/10 de la première phase 5e/8 de la poule finale                                                                                  |
| 1980-1981 | Nationale A  | 26 | 9  | -  | 5 | -  | 12 | 140 | 146 | -6    | 8e              | 8e/10 de la première phase 2e/5 de la poule de promotion/relégation                                                                 |
| 1979-1980 | Nationale A  | 28 | 12 | -  | 3 | -  | 13 | 125 | 128 | -3    | 4e              | 3e/10 de la première phase 4e/6 de la poule finale                                                                                  |
| 1978-1979 | Nationale A  | 28 | 13 | -  | 1 | -  | 14 | 156 | 169 | -13   | 9e              | 8e/10 de la première phase 3e/6 de la poule de promotion/relégation                                                                 |
| 1977-1978 | Nationale A  | 18 | 16 | -  | 0 | -  | 2  | 123 | 69  | +54   | 1er             | Formule de saison sans séries éliminatoires Gap est Champion de France de Nationale A                                               |
| 1976-1977 | Nationale A  | 18 | 15 | -  | 0 | -  | 3  | 154 | 64  | +90   | 1er             | Formule de saison sans séries éliminatoires Gap est Champion de France de Nationale A                                               |

## Coupe de France
Résultats de l'équipe en Coupe de France:
| Année | Phase                          | Résultat                          |
| ----- | ------------------------------ | --------------------------------- |
| 2011  | 16e de finale                  | Ours de Villard-de-Lans           |
| 2010  | 16e de finale                  | Diables rouges de Briançon        |
| 2009  | 32e de finale                  | Boucaniers de Toulon              |
| 2009  | 16e de finale                  | Chevaliers du lac d’Annecy        |
| 2009  | 8e de finale                   | Dauphins d’Épinal                 |
| 2008  | 16e de finale                  | Briançon                          |
| 2007  | 16e de finale                  | Briançon                          |
| 2006  | 16e de finale                  | Éléphants de Chambéry             |
| 2006  | 8e de finale                   | Mont-Blanc Hockey Club            |
| 2005  | Forfait pour cette compétition |                                   |
| 2004  | 16e de finale                  | Hockey Club Morzine-Avoriaz       |
| 2004  | 8e de finale                   | Hockey Club de Mulhouse           |
| 2003  | 1er tour                       | Mont-Blanc Hockey Club            |
| 2002  | 1er tour                       | Sangliers Arvernes de Clermont    |
| 2000  | Forfait pour cette compétition |                                   |
| 1994  | 3e/4 de la poule D             | Non qualifié pour le tour suivant |
| 1987  | 8e de finale                   | Jets de Viry                      |
| 1987  | Quart de finale                | Dragons de Rouen                  |
| 1987  | Demi-finale                    | Français Volants                  |
| 1981  | Forfait pour cette compétition |                                   |
| 1978  | 8e de finale                   | Diables rouges de Briançon        |
| 1978  | Quart de finale                | Clermont-Ferrand par forfait      |
| 1977  | Quart de finale                | Ducs de Dijon                     |
| 1977  | Demi finale                    | Ours de Villard-de-Lans           |

## Coupe de la Ligue
Résultats de l'équipe en Coupe de la Ligue:
| Année | Phase           | Résultat                      |
| ----- | --------------- | ----------------------------- |
| 2011  | Phase de poule  | 3e de la poule D              |
| 2010  | Phase de poule  | 2er de la poule D             |
| 2010  | Quart-de-finale | Brûleurs de Loups de Grenoble |
| 2009  | Phase de poule  | 4e de la poule D              |
| 2008  | 8e de finale    | Diables rouges de Briançon    |
| 2007  | 8e de finale    | Vipers de Montpellier         |
| 2007  | Quart-de-finale | Ours de Villard-de-Lans       |

## Coupe d'Europe
Résultat de l'équipe en Coupe d'Europe de hockey sur glace
| Année     | Adversaire          | Résultat |
| --------- | ------------------- | -------- |
| 1977-1978 | Cologne             | 7-9 3-14 |
| 1978-1979 | Hockey Club Bolzano | 4-8 15-5 |